# Egg (Mammendorf)
Egg ist ein Gemeindeteil von Mammendorf im oberbayerischen Landkreis Fürstenfeldbruck.

## Lage
Der Weiler liegt circa zwei Kilometer südlich von Mammendorf.

## Baudenkmäler
Siehe auch: Liste der Baudenkmäler in Egg
- Kapelle St. Maria, wohl um 1876 errichtet